# 富永爱
富永爱（英語：Ai Tominaga, 1982年8月1日—）是一位日本模特儿及演員。

## 生平
1982年出生于日本神奈川县相模原市，毕业于神奈川县立桥本高等学校，1999年参加日本少女杂志举办的模特大赛出道，曾多次出现在纽约时装周，米兰时装周，巴黎时装周和伦敦时装周。

## 个人生活
2004年与一位日本厨师结婚，2005年生下儿子富永章胤。2009年离婚。目前居住在东京都。兒子富永章胤因其195公分，他子承母業成為模特兒。

## 作品

### 电视剧
- 2013年《蜜爱莉诺柏木》
- 2014年《女人的规则》
- 2014年《漫长的告别》
- 2019年《Grand Maison东京》
- 2021年《Oh! My Boss!戀愛在別冊》
- 2021年《Doctor-X～外科醫·大門未知子～》第七季
- 2021年《［Creator's File: GOLD］》 第二集
- 2022年《惡女～誰說工作不帥氣？》第4集
- 2025年《豈有此理〜蔦重繁華如夢故事〜》
- 2025年《日本第一的爛男人 ※我的假家人們》